# Bohemka
Bohemka (ukrainisch Богемка; russisch Богемка Bogemka) ist ein Dorf in der ukrainischen Oblast Mykolajiw mit etwa 450 Einwohnern.

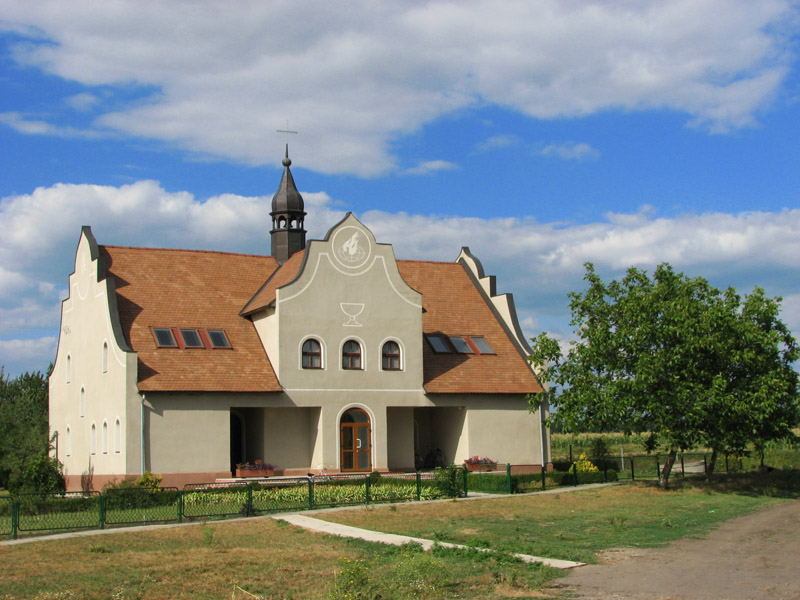
Kapelle im Ort

Das Dorf wurde im Jahr 1905 von evangelischen Tschechen aus dem polnischen Ort Zelów bei Łódź sowie aus Tschechien gegründet. Eine tschechische evangelische Minderheit lebt dort bis heute neben Ukrainern und Moldawen.
Am 12. Juni 2020 wurde das Dorf ein Teil der neugegründeten Siedlungsgemeinde Wradijiwka, bis dahin war es Teil der Landratsgemeinde Dobroschaniwka (Доброжанівська сільська рада/Dobroschaniwska silska rada) im Westen des Rajons Wradijiwka.
Am 17. Juli 2020 kam es im Zuge einer großen Rajonsreform zum Anschluss des Rajonsgebietes an den Rajon Perwomajsk.

## Sehenswürdigkeiten
- Evangelische Kapelle, erbaut 1996